# Escola Shangqing
L'Escola Shangqing (上清) o Puresa suprema és un corrent taoista que es va desenvolupar sota la Dinastia Jin (265-420). Va créixer en el si de l'aristocràcia sobre la base dels Mestres Celestials, de l'antiga tradició mística del Sud de la Xina i de la tradició alquímica de Ge Hong. La seva primera matriarca fou Wei Huacun, però Tao Hongjing, que va vertebrar la teoria i la pràctica i refundà el cànon, és considerat, com el seu veritable fundador. El seu prestigi ha contribuït a l'auge del corrent des de la fi del segle V que es coneix amb el nom de la muntanya sobre la qual es trobava la seva ermita, Maoshan. Situada sobre el territori del municipi de Jurong, al Jiangsu, no lluny de Nanquín, el mont Mao ha quedat fins avui com la seu principal de l'escola.
Les pràctiques de Shangqing són essencialment individuals a diferència de les dels Mestres Celestials o de l'escola Lingbao; negligeixen els rituals col·lectius i els talismans exorcistes. Opten per l'alquímia per arribar a la immortalitat (xianren), mitjançant la meditació, la visualització, l'èxtasi, les tècniques de respiració i la gimnàstica daoyin. La recitació del cànon, de naturalesa sagrada, juga igualment un paper important. Inicialment, incorporaren membres que provenien de la classe social alta. Shangqing és l'escola taoista dominant sota la Dinastia Tang i la seva influència es troba també a la literatura. La seva importància comença a disminuir a partir de la segona meitat de la dinastia Song del Nord. Sota la Dinastia Yuan evoluciona, especialitzant-se en els rituals i els talismans –reanomenats per la seva potència com s'observa en el mite del jiangshi– i amplien la base d'incorporació de nous membres. Accepten l'aliança Zhengyi. Al segle XXI, l'art de Maoshan designa una màgia de vegades sulfurosa, molt allunyada de l'esperit original del corrent, i sobretot és practicada al sud de la Xina o en les diàspores que arribaren al sud-est d'Àsia. El seu text de referència principal és el Vertader llibre de la gran gruta de la puresa suprema.

## Història
El primer grup dels textos Shangqing va ser redactat entre el 364 i el 370 a la zona de Nanquing, capital dels Jin orientals. L'autor seria el mèdium Yang Xi (330–386) a partir de revelacions d'immortals. Entre elles, la de Wei Huacun (251-334), que serà considerada com la fundadora de l'escola. Era una aristòcrata dels Jin occidentals, membre dels Mestres Celestials i asceta, que vivia a Henan. Hauria obtingut i comentat els primers textos que els seus fils haurien aportat al Sud seguint el replegament de l'aristocràcia Jin. Yang Xi exercia les seves funcions a Maoshan, al servei de l'oficial Xu Mi i del seu germà Xu Hui, emparentats a l'alquimista Ge Hong, que hi posseïen un lloc d'endevinació. Els textos es van començar a transmetre, inspirant fins i tot imitacions. Lu Xiujing (406-477) els inclou en el primer esborrany del cànon taoista (Daozang).
Va esdevenir una escola mes completa gràcies a Tao Hongjing (456-536), preceptor dels prínceps de la dinastia Qi. Va comentar els textos i va desenvolupar un sistema vertebrat que comprenia un panteó. Més interessat pel taoisme i el budisme que per la funció pública, va rebre l'any 492 l'autorització d'abandonar la cort per instal·lar-se en el mont Mao. Amb l'ajuda de l'emperador Wudi dels Liang, amb que mantenia excel·lents relacions, va fer construir una ermita, Huayang, el primer temple Maoshan. Ben aviat s'impulsaren més temples.
Després de la seva mort l'escola va continuar prosperant i reclutaren molts membres de l'aristocràcia. El renom dels seus textos, transmesos de manera esotèrica, fou molt gran i, fins i tot, es van produir robatoris i falsificacions. La seu, inicialment, estava a prop de l'actual Nanquing; va conèixer una certa difusió al nord de la Xina quan les proscripcions de 504 i 517 van obligar bastants mestres a exiliar-se. Així, l'enciclopèdia taoista publicada sota el patrocini de l'emperador Wu dels Zhou del Nord (r.561-578) destacava els textos de Shangqing.
L'Escola Shangqing dominà l'escena taoista sota els Tang, representada entre altres per Wang Yuanzhi, Pan Shizheng, Sima Chengzhen, Wu Jun i Li Hanguang. Durant aquest període, tots els seus patriarques van rebre un títol de l'emperador. Sima Chengzhen va iniciar amb determinats textos al poeta Li Bai (Li Bo) i a l'Emperador Xuanzong de Tang, que l'any 731 va ordenar que les divinitats de Shangqing serien les responsables dels monts sagrats. L'emperador Taizong patrocinà personalment tres temples del mont Mao. La secció taoista de l'enciclopèdia imperial Taiping yulan està composta en la seva majoria per textos d'aquesta escola.
Al mateix temps, la ideologia Shangqing va iniciar una transformació de la natura, integrant textos de les escoles de Lingbao i dels Mestres Celestials que la van apropar a aquests corrents. Es va donar més espai al clergat i més importància als rituals públics exigits per la cort imperial i la societat.
Durant la segona meitat de la Dinastia Song del Nord, la seva influència sobre la cort davallà, tot i seguir estant activa amb un canviat d'orientació; especialitzant-se en rituals i talismans. Era una de les Tres muntanyes de talismans, amb Gezao i Longhu. Al mont Mao es van fer noves construccions com les anomenades Els tres temples i els cinc monestirs, que van subsistir fins a la Revolució Cultural. Sota els Song, alguns dels seus patriarques encara es van beneficiar del favor imperial, com el 23è patriarca, Zhu Ziying, com a reconeixement a que gràcies els seus precs l'emperador Zhenzong tingué un hereu. Va rebre el títol de Mestre nacional, títol suprem per als religiosos. Els patriarques 35è i 44è, Ren Yuanpu (?-1263) i Wang Daomeng, van ser igualment distingits per haver posat fi respectivament a una inundació i a una invasió de llagostes. Els emperadors Song i Yuan van voler centralitzar l'administració de les escoles del sud i Maoshan va acabar sota l'autoritat de Zhengyi al segle XIII.
Al final del segle XX, entre la rebel·lió dels Taiping, l'exèrcit japonès i la Revolució Cultural, es van destruir totalment els temples de la muntanya. Dos d'ells, Jiuxiaogong i Yuanfugong, han estat reconstruïts. Es pot veure-hi el segell i les insígnies oficials de l'escola amb la data de l'època dels Song. Maoshan, el «mont Mao», agafa el seu nom dels tres germans Mao Ying, Mao Jagudes i Mao Zhong, ermitans i guerrers de la dinastia Han. A l'època de Tao Hongjing, se l'anomenava també Juqu (de qu, corba) o Pulmó de la terra. És una de les terres d'immortalitat del taoisme. El mont i els seus mites són descrits en detall a una monografia redactada durant la dinastia Yuan per Liu Dabin.

## Característiques
L'escola Shangqing recupera elements dels Mestres Celestials així com dels conceptes i creences del fons religiós xinès. La tradició mística de l'Estat de Chu i la tradició alquímica individualista, més important al sud de Chang Jiang, li donen un caràcter original respecte a les escoles taoistes del nord. El budisme va exercir també una petita influència. Tao Hongjing s'interessà i veié amb bons ulls els manlleus, tant d'aquesta nova religió com del confucianisme. La tradició alquimista és reinterpretada: l'absorció d'elixirs i altres píndoles d'immortalitat és reemplaçada en gran part per un conjunt de pràctiques que prefiguren l'alquímia interna que es desenvoluparà durant la Dinastia Song, mentre el vocabulari alquímic (Neidan) pren un nou sentit lligat a l'experiència de la meditació. El terme zhenren «ésser autèntic», que ha patit una transformació tant espiritual com corporal, reemplaça el terme d'origen designant als immortals, xianren. Com en els alquimistes, hi ha caps i deixebles, però no hi ha clergat; cadascun és el seu propi oficial.
Durant els primers segles l'escola queda marcada per l'origen social dels seus membres. Les deïtats descrites per Tao Hongjing són ordenades com els aristòcrates i els funcionaris de les Dinasties Meridionals i Septentrionals. La importància que es dona a l'escriptura, la limitació de talismans i de l'alquímia, el rebuig de les pràctiques sexuals per part dels seguidors més delicats són tots trets que reflecteixen la cultura del seu entorn. Se suposa que la recitació del cànon produeix el mateix efecte que les pràctiques que s'han descartat, i això permet prescindir-ne. L'atenció se centra en la meditació i la visualització cunshen. Basant-se en les descripcions detallades dels textos, el seguidor contempla l'interior del seu cos i manté les divinitats que conté al seu lloc preferit, les visualitza deslligant els vincles mortals, o bé un viatge guiat per altres divinitats en diferents mons i veure el seu nom escrit als registres de la immortalitat. També hi ha un component mil·lenari perquè Yang Xi preveia un final del món durant el qual els seguidors seran salvats per Li Hong, personatge messiànic assimilat a Laozi. La cosmologia Shangqing, com la cosmologia budista, preveu cicles de destrucció-recreació de l'univers.

## Divinitats i cosmologia
El panteó d'unes 700 divinitats taoistes que provenen de diferents fonts va ser organitzades per Tao Hongjing a la Jerarquia dels esperits perfectes. Queden repartides en set nivells i cadascun conté una divinitat principal. El Venerable dels orígens, figura inspirada pel budisme, representa el principi del Tao i presideix el cel superior que està ple de divinitats conceptuals. El Senyor del Gran Tao, que representa el Tao en acció, presideix el 2n nivell i hi ha acòlits dels immortals de la mitologia antiga i dels avantpassats de l'escola Shangqing. L'Emperador del Portal d'or, i el Suprem senyor Lao presideixen respectivament els 3r i 4t nivell. Tots dos són formes de Laozi o, en el cas del primer, l'avantpassat de Taiping. Els seus acòlits són respectivament immortals de les escoles Lingbao i Mestres Celestials. Els nivells següents són presidits per Zhang Feng, Mao Gu i Bei di. L'últim nivell protegeix les divinitats del món subterrani de Fengdu. Certes divinitats apareixen a diversos nivells i sota diferents aspectes.
Certes divinitats superiors serveixen de mediadors amb el Tao i inspiren els textos. Entre elles, els Tres Purs, Xiwangmu i el seu acòlit, l'Infant blau. Encara que, en general, les nombroses divinitats del cos no tenen un rang elevat, tenen un paper important a la pràctica i són sovint mencionades als textos. Algunes d'elles resideixen simultàniament al cosmos (els déus estel·lars o els dels cinc elements)
Existeix trenta-sis cels repartits en nou nivells. Els tres cels superiors són els dels Tres Purs. El nivell subterrani és el de Fengdu i compren sis tribunals de justícia. El mont Kunlun és l'eix del món. Existeixen cicles cosmològics a l'extrem dels quals el yin i el yang estan esgotats; però Li Hong, flanquejat per tres deïtats, arriba per restaurar l'ordre o donar seguretat als humans.

## Textos
Els textos Shangqing es distingeixen per la seva qualitat literària i el seu lirisme i comprenen himnes a les divinitats. En això, recorden la literatura antiga del país de Chu. Són considerats com la condensació de l'alè primordial; l'escriptura, encara que sagrada, és doncs la forma crua d'una veritat subtil. La recitació s'ha de fer amb cura i atenció, repetida com un ressò pels déus al cel; es converteix llavors en una mena de camí que ens permet tornar als orígens.
La transmissió del text confirma l'entrada oficial a l'escola. S'ha de fer de mestre a deixeble sense assistència, després d'un dejuni de diversos dies. El deixeble fa un jurament en què es compromet en particular a no divulgar lleugerament el text, si no, perdrà les possibilitats d'immortalitat. El text que s'ha revelat de manera indeguda vola cap al cel o es crema.
El text principal de l'escola Shangqing-Maoshan és el Verdader llibre de la gran gruta de la puresa suprema, anomenat també Llibre de la gran gruta, Llibre de la puresa suprema o Llibre en 39 seccions, aquesta xifra ve pel nombre de capítols. Una tradició informada per Zhang Junfang (començament del  XI) pretén que el Pur de jade hauria enviat a Wei Huacun trenta-nou immortals i cadascú portava un capítol. Està inspirat en una obra més antiga, el Llibre de la cort groga. Seria una referència important per als alquimistes i més endavant seria incorporada per l'escola Quanzhen.